# George Silion
George Silion (n. 1880, Orăștie, județul Hunedoara – d. 1965, Orăștie, județul Hunedoara), ortografiat în unele surse și ca Gheorghe Silian, a fost un deputat în Marea Adunare Națională de la Alba Iulia , organismul legislativ reprezentativ al „tuturor românilor din Transilvania, Banat și Țara Ungurească”, cel care a adoptat hotărârea privind Unirea Transilvaniei cu România, la 1 decembrie 1918 :p. 223.

## Biografie
George Silion a urmat școala primară și Gimnaziul la Orăștie :p. 223.

## Activitatea politică
Ca deputat în Adunarea Națională din 1 decembrie 1918, George Silion a fost delegat al Cercului electoral Orăștie-oraș :p. 223.